# 리하오퉁
리하오퉁(중국어: 李昊潼, 병음: Li Haotong, 한자음: 이호동, 2004년 3월 12일 ~ )은 중화인민공화국의 바둑 기사이다. 산둥성 짜오좡시 출신으로 중국기원 소속의 5단이다. 중국 갑조리그 쑤보얼항저우팀 소속이다.

## 경력
산둥성 짜오좡시에서 태어났다. 2008년 전국 정기 승단대회를 통해 프로바둑에 입단했다. 2019년 초단 대회에서 우승을 차지했고, 2021년 제4회 바둑 신인왕전에서 우승했다. 같은 해 5월, BossSoft배 중국바둑신예쟁패전 결승전에 진출하고 푸젠헝을 꺽고 우승을 차지했다. 2022년 7월, 2021년 전국바둑선수권대회(남자 단체 을조)에 출전하여 허베이팀 옌환을 상대로 승리를 거뒀다. 8월에는 2022년 '화웨이 모바일 컵' 중국 갑조리그에서 쑤보얼항저우팀으로 출전했다. 이후 제4회 녜웨이핑배 한중일 바둑마스터스 대회가 온라인으로 진행됐고 16강전과 8강전에서 이연과 정자이샹을 연이어 눌렀지만 4강전에서 투샤오위를 만나 패배하여 탈락했다.